# The Hand That Feeds
The Hand That Feeds è un singolo del gruppo musicale statunitense Nine Inch Nails, pubblicato nel 2005 ed estratto dall'album With Teeth.

## Video
Il videoclip della canzone è stato diretto da Trent Reznor e Rob Sheridan.

## Tracce
- CD

1. The Hand That Feeds – 3:38
2. The Hand That Feeds (Straight mix) – 7:46
3. The Hand That Feeds (Dub mix) (limited edition only) – 7:52